# Муизза
Муи́зза (араб. مُعِزّة‎) — кошка, которая приписывается пророку Мухаммеду. Скорее всего, у Мухаммеда не было кошки. Как отмечают многие специалисты в шариатских науках, они не смогли найти источники, которые бы указывали на существование данной кошки.
«Возвеличивающая» — одно из возможных значений данного имени․
Хадисы подтверждают, что кошка в исламе является чистым животным (не наджасом), а потому прикосновение к ней не портит омовение.
Согласно легенде, когда кошка уснула на рукаве сложенного рядом халата, Мухаммед предпочёл отрезать кусок от рукава, чтобы не тревожить её сон. Во время проповедей Мухаммеда Муизза часто лежала у него на коленях. Однако специалист в области хадисов (преданий) Мулла Али аль-Кари указывает, что известная история о том, что кошка села на подол одежды пророка и уснула, а когда он захотел встать, то отрезал кусок одежды, чтобы не разбудить кошку, — не имеет основы.
Также из недостоверных сообщений про кошек считается легенда, где кошка однажды спасла жизнь Мухаммеда, убив змею, которая забралась в рукав и собиралась его укусить.